# Stenosphenus pristinus
Stenosphenus pristinus är en skalbaggsart som beskrevs av Henry Frederick Wickham 1914. Stenosphenus pristinus ingår i släktet Stenosphenus och familjen långhorningar. Inga underarter finns listade i Catalogue of Life.